# Štěpán Petrášek
Štěpán Petrášek (18. dubna 1917 Velenice – 4. prosince 1944 Tain) byl český pilot 311. československé bombardovací perutě.

## Život

### Před druhou světovou válkou
Štěpán Petrášek se narodil 18. dubna 1917 ve Velenicích na Nymbursku. Vychodil čtyři ročníky měšťanské školy. Po nástupu do Československé armádě absolvoval mezi listopadem 1937 a květnem 1938 pilotní školu v Chebu a následně do srpna 1938 v Olomouci. 

### Druhá světová válka
Po německé okupaci opustil Štěpán Petrášek 28. srpna 1939 Protektorát Čechy a Morava a zamířil do Francie, kde se 14. listopadu 1939 v Marseille přihlásil do zde vznikající Československé armády v zahraničí. Byl zařazen k letecké skupině. Po pádu Francie v červnu 1940 se evakuoval do Spojeného království, kde byl 25. července téhož roku přijat do Royal Air Force. Po patřičném výcviku byl 18. dubna 1942 zařazen k 311. československé bombardovací peruti. Jako její příslušník se účastnil protiponorkových hlídkových letů nad oceánem. Dne 16. srpna 1942 se na pozici druhého pilota zúčastnil náletu na ponorku, po kterém došlo k jejímu zničení. První operační turnus dokončil 18. května 1943, poté zamířil opět k výcvikovým jednotkám. Druhý operační turnus nastoupil opět u 311. perutě 16. ledna 1944 Dne 4. prosince 1944 velel stroji Consolidated B-24 Liberator GR Mk.V FL981 PP-O startujícímu z letiště ve skotském Tainu k nočnímu cvičnému letu. Stroj během startu havaroval a celá posádka zahynula. Pohřben byl na hřbitově u kostela St Duthus v Tainu. Dosáhl hodnosti štábního rotmistra.

## Ocenění

### Vyznamenání
- Československá medaile Za chrabrost před nepřítelem
- Československý válečný kříž 1939
- Pamětní medaile československé armády v zahraničí

### Posmrtná ocenění
- Štěpán Petrášek byl v roce 1991 in memoriam povýšen do hodnosti plukovníka